# Seán McKiernan
Seán McKiernan, est un musicien traditionnel irlandais, joueur de uilleann pipes.

## Biographie
Seán McKiernan naît et grandit à Boston, dans une famille qui parle le gaélique irlandais. Il découvre la musique irlandaise par le chant, le mélodéon et finalement les uilleann pipes.
Après sa rencontre avec Leo Rowsome (en), il achète un practice set (instrument d'étude) et commence à apprendre tout seul l'instrument. 
À la suite de ses études, il s'installe en Irlande en 1965. Il rencontre à de nombreuses reprises Willie Clancy, dans sa ville de Milltown Malbay (ouest du comté de Clare), qui devient à la fois son ami et son mentor.
En 2010, il est consacré Traditional Musician of the Year par la télévision irlandaise TG4.
Il vit désormais entre Carna (comté de Galway) et Cork, où il enseigne le piano classique. Il continue de se produire en Irlande et aux États-Unis, où il est considéré comme le plus grand sonneur de uilleann pipes vivant.